# Вестминстер
Вестминстер (енгл. Westminster) је део града Вестминстер у Лондону. Термин је 
првенствено везан за Вестминстерску опатију која је његово историјско средиште. У Вестминстеру се налази и Парламент Уједињеног Краљевства смештен у здању Вестминстерске палате. Због тога Вестминстер често постаје синониман за законодавним језгром УК и британском политиком уопште.
Подручје има и релативно велику резиденцијалну популацију. Годишње привлачи огроман број туриста.